# Isoetes junciformis
Isoetes junciformis är en kärlväxtart som beskrevs av Brunton D.F. och Britton D.M.. Isoetes junciformis ingår i släktet braxengräs, och familjen Isoetaceae. Inga underarter finns listade i Catalogue of Life.